# A Proposta
The Proposal (prt/bra: A Proposta) é um filme americano de comédia romântica lançado em 2009, ambientado  em Sitka, no Alasca. Dirigido por Anne Fletcher e escrito por Peter Chiarelli, o filme conta com Sandra Bullock e Ryan Reynolds nos papéis principais, com Betty White, Mary Steenburgen, Craig T. Nelson em papéis coadjuvantes.

## Elenco
- Sandra Bullock como  Margaret Tate, uma editora-chefe de uma grande editora de Nova York.
- Ryan Reynolds como  Andrew Paxton, assistente de Margaret que deseja ser promovido a editor e ter seu livro manuscrito publicado.
- Mary Steenburgen como Grace Paxton, mãe de Andrew.
- Craig T. Nelson como Joe Paxton, o pai de Andrew, que é dono do negócio da família, que domina toda a cidade de Sitka.
- Betty White como Vovó Annie, a avó de André e mãe de Joe.
- Denis O'Hare como Sr. Gilbertson, o agente de imigração investigando o caso de Margaret.
- Oscar Nunez  como Ramone, um morador de Sitka que tem muitos trabalhos, incluindo garçom, stripper, comerciante, e ministro.
- Malin Akerman como Gertrude (Gert), ex-namorada de Andrew.
- Michael Nouri como  Bergen, editor e superior de Tate.
- Aasif Mandvi como Bob Spa, assistente de Bergen.
- Michael Mosley como Chuck, amigo de Andrew.

## Produção

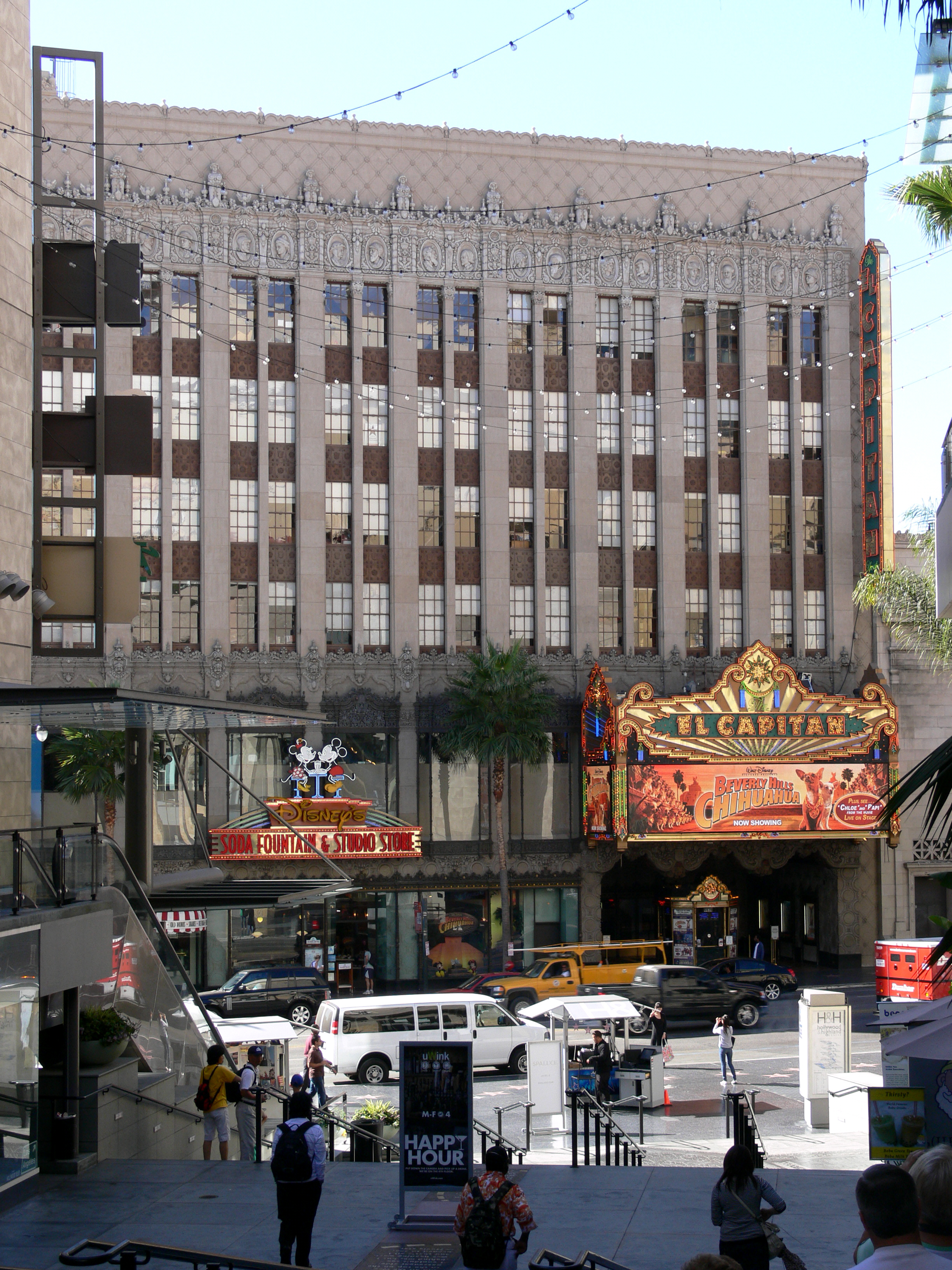
The Proposal estreou no El Capitan Theatre em Hollywood, Califórnia.

Peter Chiarelli, inicialmente, escreveu o roteiro do filme em 2005. Em maio de 2007, foi anunciado que Sandra Bullock tinha sido dado um papel de liderança para The Proposal. Julia Roberts foi originalmente abordada pelos produtores para um papel de liderança no filme, mas depois declinou.  Quase dois meses após o anúncio, foi relatado que as negociações estavam sendo finalizados para Ryan Reynolds para estrelar ao lado de Bullock. Em janeiro de 2008, Touchstone Pictures assinou com Anne Fletcher para dirigir o filme. Ele estreou em 1 de Junho de 2009, no El Capitan Theatre, em Hollywood, Califórnia.
As filmagens de The Proposal iniciado em abril de 2008, em Rockport, Massachusetts. Nos dias que se aproximam levando à produção, áreas da cidade foram temporariamente remodelado para representar Sitka, no Alasca, o cenário da maior parte do filme. A fotografia principal. começou oficialmente em 9 de abril em Bearskin Neck, onde continuou ao longo de um período de 24 horas. Filmagem  continuou com o prédio Motif Number One em Bradley Wharf (14-16 abril) , o Edifício Haskins (15-18 abril), e o distrito central de negócios de Rockport (17 de Abril). A fotografia principal mudou-se para Manchester -by-the -Sea, Massachusetts em 22 de abril, onde retomou ao longo de um período aproximado de duas semanas. Em resposta, as autoridades da cidade acomodaram os produtores alugando todos os estacionamentos de propriedade pública. As filmagens de A Proposta foi um pouco atrasado após Bullock e seu marido estavam envolvidos em um acidente de carro. A cena do casamento foi filmado em uma casa vitoriana de três andares do século XX; fotografia aconteceu na residência por três semanas. Em entrevista ao jornal The New York Times, os donos da casa afirmaram que Nelson Coates bateu na sua porta pedindo plantas. Inicialmente, os proprietários dirigiram Coates para outras residências da área, no entanto, eventualmente, deram ao produtor do filme um tour da casa. Produção ocorreu no primeiro andar da casa. Fora da área de Cape Ann, filmagens tiveram lugar em Boston, Massachusetts no State Street Bank Building e, em Lower Manhattan, em Nova York. A Proposta continha 350 gravações com efeitos especiais, e algumas partes foram editadas usando imagens geradas por computador. A trilha sonora de A Proposta foi composta por Aaron Zigman, que gravou a sua trilha sonora com a Hollywood Studio Symphony no Sony Scoring Stage.
Como parte de uma ampla campanha publicitária, Reynolds discutiu sobre a participação na produção de uma cena de nudez. A cena foi filmada em um período de três dias, e levou cerca de doze tomadas para completar. Expressando que ela estava inicialmente nervosa, Bullock declarou em entrevista à Sky News que "quando todo mundo age como se fosse apenas um dia normal, realmente ajuda a relaxar." Embora ela revelou que os produtores lhes deram folhas de figueira, Bullock afirmou que ficavam continuamente a cair. Ela acrescentou: "Você pode literalmente ver tudo". Sentimentos semelhantes foram expressos por Reynolds, que em uma entrevista com a People, declarou: "Filmar uma cena que envolve estar totalmente nu e leva alguns dias pode ser um pouco estranho." Ele continuou: "Ainda bem que você está lá por tanto tempo e que está fazendo isso por tanto tempo que você dispensar o constrangimento muito rapidamente e começar a ficar mundano, ter conversas normais - a diferença é que você não está usando calças."

## Recepção

### Bilheteria
A Proposta foi lançado nos Estados Unidos em 19 de junho de 2009. No dia da abertura, o filme arrecadou cerca de 12,7 milhões em 3.056 cinemas, tornando-se o filme de maior bilheteria do dia. Mais tarde, passou a faturar mais de 34 milhões durante sua semana de estreia, batendo Year One, Up, e The Hangover. Em uma pesquisa de saída realizada pela Disney, quase 63% da audiência de abertura constou de espectadores do sexo feminino, 78% eram dezoito anos ou mais, e 71% foram classificados como casais. Ele marcou o maior fim de semana de abertura fora de qualquer filme na carreira de Bullock, quase dobrando de seu titular anterior, Premonition. O filme tinha arrecadado mais de 164 milhões nos Estados Unidos e Canadá.
Performances de bilheteria mostraram números semelhantes nos mercados internacionais. O filme foi lançado na Austrália em 18 de junho de 2009, arrecadando mais de 2,8 milhões em sua semana de estreia. Na Rússia, o filme arrecadou 2,6 milhões em seu fim de semana de abertura, representando 34% de toda a receita total do filme naquele país. Na África do Sul, o filme estreou no número dois, perdendo para Ice Age: Dawn of the Dinosaurs. Ele conseguiu arrecadar mais de 2,6 milhões a partir de outubro de 2011. O filme já arrecadou mais de 317 milhões em todo o mundo, com bilheterias internacionais, situando-se em 153 milhões de dólares americanos. É o décimo terceiro filme de maior bilheteria de 2009.

### Crítica
Marcelo Forlani do Omelete comentou "É óbvio que o filme foi feito para a vovozinha Betty White roubar toda e qualquer cena, mas até que os protagonistas não fazem feio. Sandra Bullock mostra que aos seus 45 anos pode muito bem aparecer nua na tela - sem mostrar nada além de belas curvas. E Ryan Reynolds dá uma de Matthew McConaughey e também consegue aparecer sem camisa mais tempo do que necessário, algo que só não é mais descartável do que a dança "erótica" do latino Ramone (Oscar Nuñez). Como já deu para perceber, A Proposta nada mais é do que um bem montado conjunto de ideias e situações já testadas e aprovadas pelo público que vai aos cinemas no sábado à noite atrás de algumas risadas e um final feliz. Apenas mais uma comédia romântica descartável, cujas memórias em seu cérebro não vão durar mais do que aquela casquinha de pipoca que fica presa no fundo da boca."

## Lançamento
Home media
A Proposta foi lançada pela Touchstone Home Entertainment em DVD e Blu-ray em 13 de outubro de 2009. Ele vendeu mais de 2.4 milhões de unidades na sua primeira semana, traduzindo um acréscimo de 39,3 milhões de dólares em bilheteria. Em sua segunda semana, os números de vendas diminuiu 70%, para 623.744 unidades, ocupando o segundo lugar entre as vendas de DVDs da semana. Em julho de 2013, a proposta tinha vendido mais de 5,6 milhões de unidades e ganhou mais de 90 milhões em vendas.

## Remake
O filme de língua malaiala indiano de 2012 My Boss é um remake de  A Proposta. Situado em Mumbai e Kerala, a versão refeita tem muitas diferenças em relação ao original, embora o enredo básico permanece o mesmo. Atores populares Dileep e Mamta Mohandas interpretaram os papéis principais nesta versão. O remake também foi um enorme sucesso.